# Сташулонек, Эвелина
Эвелина Сташулонек (пол. Ewelina Staszulonek, 17 февраля 1985, Ярослав, Подкарпатское воеводство) — польская саночница, выступающая за сборную Польши с 2003 года. Участница двух зимних Олимпийских игр, многократная призёрша национального первенства.

## Биография
Эвелина Сташулонек родилась 17 февраля 1985 года в городе Ярослав, Подкарпатское воеводство. Активно заниматься санным спортом начала в возрасте пятнадцати лет, в 2003 году прошла отбор в национальную сборную и стала принимать участие в различных международных стартах. Тогда же провела первые заезды взрослого Кубка мира, заняв на этапе в австрийском Иглсе двадцать седьмое место. В следующем году дебютировала на европейском первенстве в немецком Оберхофе, где финишировала четырнадцатой. В сезоне 2004/05, окончательно закрепившись в основном составе команды, уже участвовала во всех кубковых этапах и в мировом рейтинге сильнейших саночниц расположилась на четырнадцатой строке. Кроме того, впервые поучаствовала в заездах взрослого чемпионата мира, на трассе американского Парк-Сити показала восемнадцатое время в женском одиночном разряде и девятое в состязаниях смешанных команд.
Благодаря череде удачных выступлений Сташулонек удостоилась права защищать честь страны на зимних Олимпийских играх 2006 года в Турине, где впоследствии пришла к финишу пятнадцатой. На чемпионате Европы в немецком Винтерберге была восемнадцатой в одиночках и восьмой в эстафете, а кубковый цикл завершила на двадцать восьмом месте общего зачёта. В следующем сезоне после всех этапов Кубка мира заняла в рейтинге саночниц тринадцатую позицию, тогда как на чемпионате мира 2007 года в австрийском Иглсе пришла к финишу шестнадцатой. В кубковом сезоне 2008/09 заняла девятое место общего зачёта, и это лучший её результат на данных соревнованиях. На чемпионате мира в американском Лейк-Плэсиде финишировала тринадцатой.
Ездила соревноваться на Олимпийские игры 2010 года в Ванкувер и показала там довольно неплохое для своего уровня восьмое время. Кубок мира окончила семнадцатым местом общего зачёта, а на чемпионате Европы в латвийской Сигулде приехала четырнадцатой. В следующем сезоне поднялась в мировом рейтинге саночниц до семнадцатого места, тогда как на мировом первенстве 2011 года в итальянской Чезане расположилась на тринадцатой строке женского одиночного разряда.